# Republika Arcach
Republika Arcach (arménsky Արցախի Հանրապետություն, Arcachi Hanrapetuthjun), dříve Náhornokarabašská republika (arménsky Լեռնային Ղարաբաղ Հանրապետություն, Lernajin Gharabagh Hanrapetuthjun), zkráceným názvem Arcach, byl mezinárodně nikým neuznaný stát na Jižním Kavkazu. Stát tvořila většina území Náhorního Karabachu, enklávy v Ázerbájdžánu, která byla obývaná převážně arménským obyvatelstvem, a po většinu doby jeho existence také přilehlé území Ázerbájdžánu. Oproti rozloze Náhorněkarabašské autonomní oblasti byla jeho rozloha téměř trojnásobná.
Stát vznikl během první války o Náhorní Karabach v roce 1991. I když byl de iure považován za součást Ázerbájdžánu, který ho od té doby definoval jako separatistický, byl de facto nezávislý. Nebyl považován za součást Arménie, která ho však ekonomicky, politicky i vojensky podporovala. Uznán byl pouze státy s omezeným mezinárodním uznáním: Abcházií, Jižní Osetií a Podněstřím, Arménie ho naopak nikdy neuznala.
Po druhé válce o Náhorní Karabach v roce 2020 stát přišel o všechna území mimo větší části bývalého území Náhorněkarabašské autonomní oblasti. V září 2023 ázerbájdžánská armáda obsadila zbytek území státu a jeho vláda kapitulovala. K 1. lednu 2024 byly rozpuštěny všechny arcašské úřady a instituce a k tomuto datu stát zanikl.

## Historie
Oblast Náhorního Karabachu se stala předmětem sporu mezi Arménií a Ázerbájdžánem v době, kdy obě země získaly nezávislost na Ruském impériu roku 1918. V roce 1923, pár let poté, kdy Sovětský svaz získal kontrolu nad touto oblastí, byla vytvořena Náhorněkarabašská autonomní oblast (NKAO) uvnitř Ázerbájdžánské SSR. V posledních letech vlády Sovětského svazu se oblast znovu stala zdrojem sporů mezi Arménií a Ázerbájdžánem, které vyvrcholily v první karabašskou válku v letech 1988 až 1994. Ačkoliv bylo od 12. května 1994 podepsáno příměří, obě strany se navzájem v omezené míře vojensky napadaly i nadále. Eskalace napětí vyústila na podzim 2020 do války v Náhorním Karabachu, v jejímž důsledku se výrazně zmenšilo území ovládané Arcachem.
Ve dnech 19. a 20. září roku 2023 provedla ázerbájdžánská armáda na území separatistické republiky bleskovou vojenskou operaci, jejímž cílem byla obnova svrchovanosti Ázerbájdžánu nad územím. Ta vedla k rychlé kapitulaci Republiky Arcach, zástupci jejíhož vedení se v následujícím období v ázerbájdžánském městě Jevlachu snaží se zástupci vedení Ázerbájdžánské republiky dohodnout na podmínkách nového uspořádání na tomto území. Dohody vedly k otevření humanitárního koridoru z Arménie a také k předpokladu amnestie pro vojáky Arcachu, kteří složili zbraně. Dle výsledků rozhovorů s Ázerbájdžánem podepsal prezident Arcachu Samvel Šahramanjan dekret, kterým byly k 1. lednu 2024 rozpuštěny všechny arcašské úřady a instituce. K tomuto datu tato neuznaná republika také zanikla.

## Státní symboly

### Vlajka
Arcašská vlajka byla tvořena listem o poměru stran 1:2 se třemi vodorovnými pruhy: červeným, modrým a žlutým. Ve vlající části byly poskládány do tvaru trojúhelníku bílé obdélníky o výšce 1/9 šířky vlajky.

### Znak
Arcašský znak byl emblém, tvořený červenou orlicí s bílou hlavou a nad ní se vznášející korunou. V dolní části emblému byla vinná réva. Nad orlicí bylo vycházející slunce. Na orlici byl štítek, který měl v horní části modrobílé panorama hor, v dolní části byla svislá arcašská vlajka. Uprostřed štítku byly dvě zlaté sochy. Kolem celého znaku byla zlatá stuha, která měla na začátku a konci klasy. Na stuze byl arménský nápis Լեռնային Ղարաբաղի Հանրապետություն-Արցախ, Lernayin Karabach Arzach Hanrapetutiun (česky Arcašská republika Náhorního Karabachu).

### Hymna
Arcašská hymna byla píseň Azat u ankach Arcac (česky Svobodný a nezávislý Arcach). Text hymny napsal Vardan Hakobjan a hudbu složil Armen Nasibjan.

## Geografie

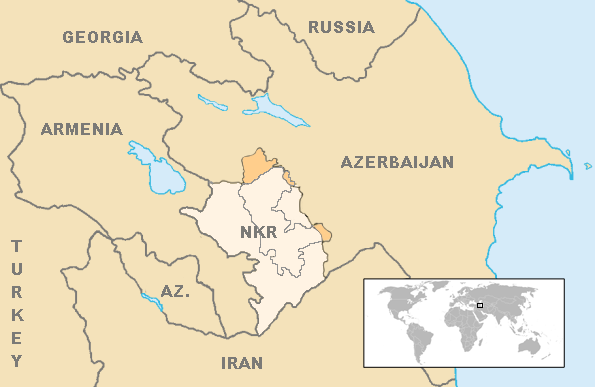
Poloha Republiky Arcach na mapě s Ázerbájdžánem

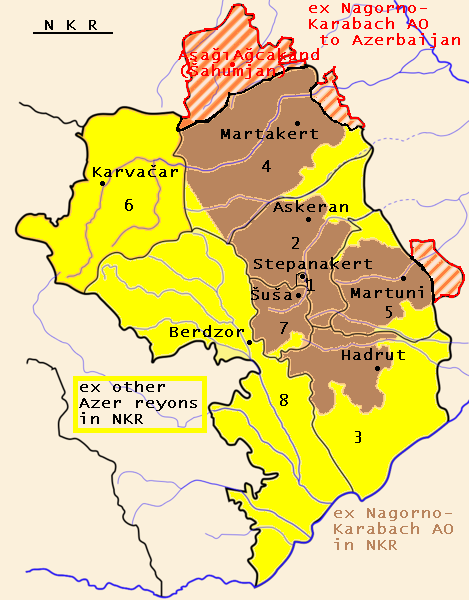
Republika Arcach s vyznačením původní Náhornokarabašské AO (hnědě), ázerbájdžánské rajóny pod správou Arcachu (žlutě), území Náhorního Karabachu (Šahumjanského rajónu a dalších) pod správou Ázerbájdžánu (červeně)

Stát ležel v Malém Kavkazu, na území mezinárodně uznávaném jako součást Ázerbájdžánu. Do roku 2020 přiléhaly hranice Arcachu k jihovýchodní hranici Arménie a severní hranici Íránu, poté však byl Arcach enklávou uvnitř Ázerbájdžánu. Republika se rozkládala na území Náhorního Karabachu (4 400 km²), na konci ji s Arménií spojoval pouze úzký Lačinský koridor kontrolovaný ruskou armádou. Malé cípy původního Náhorního Karabachu na severu kolem města Šahumjan a na jihovýchodě byly po válce v Náhorním Karabachu (podzim 2020) též pod kontrolou Ázerbájdžánu. Z původních cca 11 450 km², které byly před válkou pod kontrolou republiky Arcach, se její území zmenšilo na cca 3170 km².

## Administrativní dělení
| mapa                                  | Číslo | Rajón                    | Počet obyvatel (rok 2015) | Správní centrum |
| ------------------------------------- | ----- | ------------------------ | ------------------------- | --------------- |
| Rajóny republiky (před podzimem 2020) | -     | Hlavní město Stěpanakert | 54 752                    | –               |
| Rajóny republiky (před podzimem 2020) | 2     | Askeran                  | 15 777                    | Askeran         |
| Rajóny republiky (před podzimem 2020) | 3     | Hadrut                   | 11 848                    | Hadrut          |
| Rajóny republiky (před podzimem 2020) | 4     | Martakert                | 19 122                    | Martakert       |
| Rajóny republiky (před podzimem 2020) | 5     | Martuni                  | 20 227                    | Martuni         |
| Rajóny republiky (před podzimem 2020) | 6     | Šahumjan                 | 3 004                     | Karvačar        |
| Rajóny republiky (před podzimem 2020) | 7     | Šuša                     | 5 192                     | Šuša            |
| Rajóny republiky (před podzimem 2020) | 8     | Kašatach                 | 10 613                    | Lačin           |
| Rajóny republiky (před podzimem 2020) |       | Arcach CELKEM            | 140 535                   | Stěpanakert     |

## Cestování
Cizincům měl být zakázán vstup na území Ázerbájdžánu, pokud navštěvovali toto území bez předchozího souhlasu ázerbájdžánské vlády. Ta rovněž udržovala a publikovala seznam cizinců, kteří tato území bez povolení navštívili. Ke konci roku 2017 seznam obsahoval 699 osob, včetně 12 českých občanů, kteří Arcach navštívili od roku 2010.

## Mezinárodní uznání
Republiku coby nezávislý stát uznávaly pouze země, které samy nebyly uznány mezinárodním společenstvím: Abcházie, Jižní Osetie a Podněstří. Kromě toho ji uznaly podstátní entity, jako jsou některé členské státy USA či Austrálie nebo různá města ve světě.